# Chiesa di Santa Croce (Cossoine)
La chiesa di Santa Croce è un edificio religioso situato a Cossoine, centro abitato della Sardegna nord-occidentale. Consacrato al culto cattolico, fa parte della parrocchia di Santa Chiara, arcidiocesi di Sassari.

La chiesa risale al XVII secolo.

## Collegamenti esterni

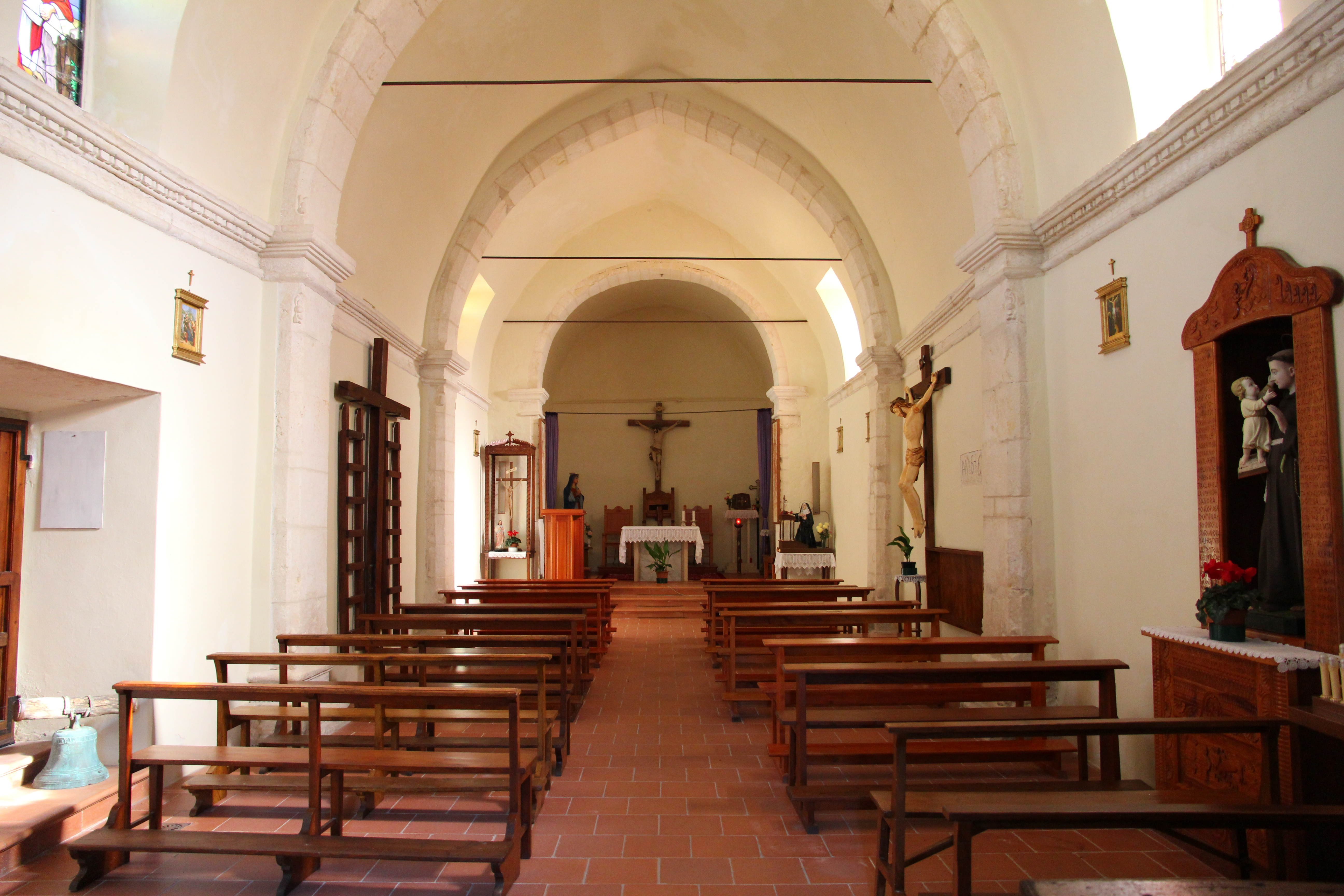
Interno